# Paul Bourde
Pour les articles homonymes, voir Bourde.

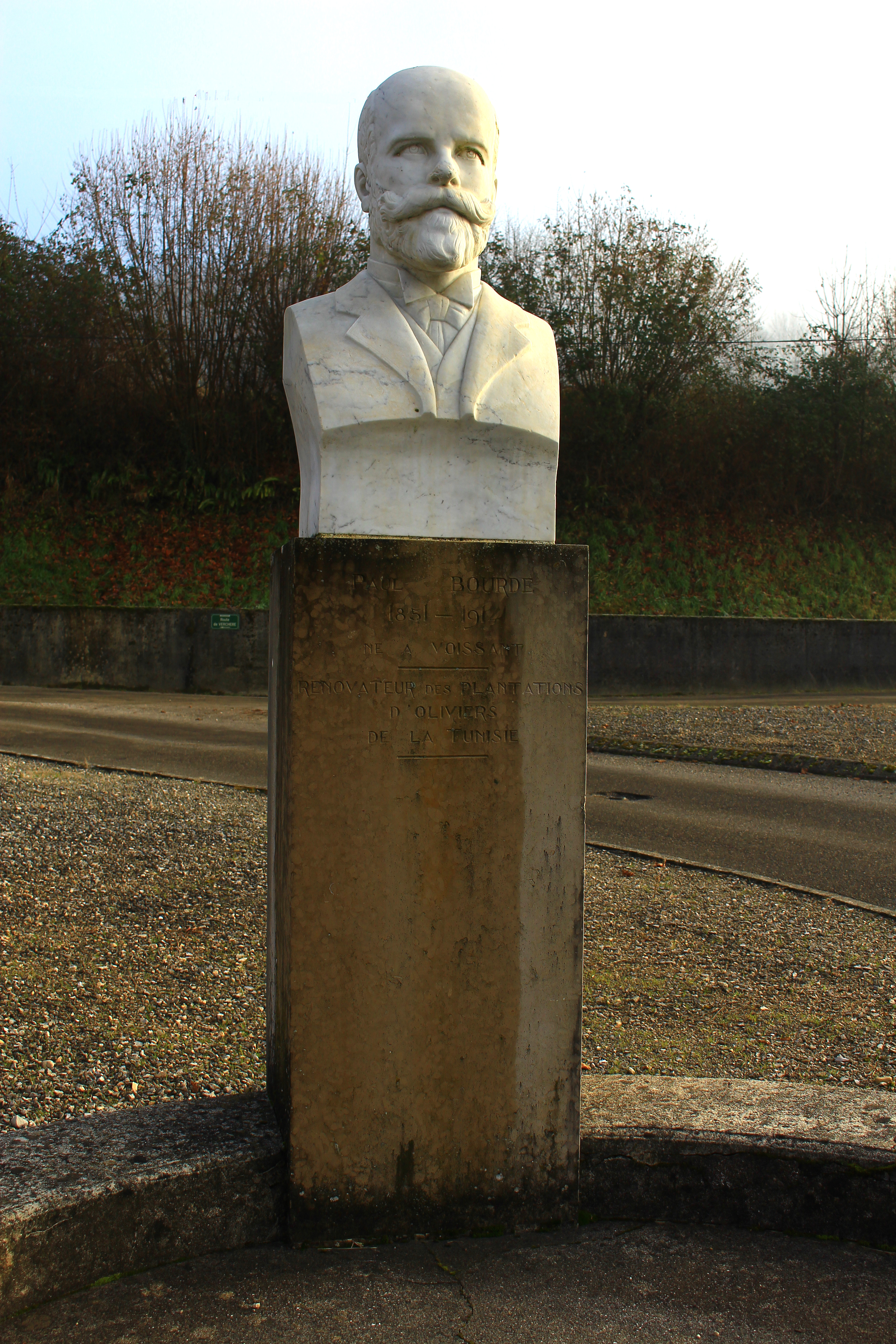
Buste de Paul Bourde à Voissant.

Paul Anthelme Bourde, né le 22 mai 1851 à Voissant et mort le 27 octobre 1914 à Paris 16e, est un journaliste, dramaturge et administrateur colonial français.

## Biographie
Paul Anthelme Bourde a été rédacteur-en-chef à la Petite Presse et il a contribué au journal Le Temps, où il a publié un article qui, est le premier à qualifier Stéphane Mallarmé et ses amis de « décadents ». Il a également été administrateur en Tunisie où il a développé la culture de l'olive.
Sa pièce Nos deux consciences est à l'origine du scénario du film d'Alfred Hitchcock, La Loi du silence. L'héritier de Paul Anthelme a vendu les droits à Louis Verneuil, prolifique auteur de pièces de théâtre souvent adaptées au cinéma, qui a transmis la pièce au cinéaste.
Il a écrit de nombreux ouvrages sur ses expériences professionnelles d'administrateur colonial. C'est ainsi qu'à Tunis, il rédigea le rapport "Rouvier" à l'attention du résident général Charles Rouvier, sur la culture des oliviers du temps des romains. Il est mort dans une pauvreté totale, excepté une bibliothèque de douze mille volumes.

## Théâtre
- La Fin du vieux temps, 3 actes, Théâtre Libre 1892
- Nos deux consciences, 3 actes, 1902, Théâtre de la Porte Saint-Martin
- L'Honneur japonais, 5 actes, 1912, Théâtre de l'Odéon.